# جون ماكنالي
جون ماكنالي (بالإنجليزية: John McNally)‏ (مواليد 3 نوفمبر 1932) هو ملاكم آيرلندي، مثّل بلاده في الألعاب الأولمبية الصيفية 1952 وحقق الميدالية الفضية في فئة وزن البانتام.

## روابط خارجية
- جون ماكنالي على موقع بوكس ريك (الإنجليزية) (registration required)
- جون ماكنالي على موقع اللجنة الأولمبية الدولية (الإنجليزية)
- جون ماكنالي على موقع أوليمبيديا (الإنجليزية)